# Municipio de Trygg
El municipio de Trygg (en inglés: Trygg Township) es un municipio ubicado en el condado de Burleigh en el estado estadounidense de Dakota del Norte. En el año 2010 tenía una población de 40 habitantes y una densidad poblacional de 0,43 personas por km².

## Geografía
El municipio de Trygg se encuentra ubicado en las coordenadas 47°1′33″N 100°25′54″O / 47.02583, -100.43167. Según la Oficina del Censo de los Estados Unidos, el municipio tiene una superficie total de 93.31 km², de la cual 93,31 km² corresponden a tierra firme y (0 %) 0 km² es agua.

## Demografía
Según el censo de 2010, había 40 personas residiendo en el municipio de Trygg. La densidad de población era de 0,43 hab./km². De los 40 habitantes, el municipio de Trygg estaba compuesto por el 100 % blancos. Del total de la población el 0 % eran hispanos o latinos de cualquier raza.